# Barce neglecta
Barce neglecta är en insektsart som först beskrevs av Mcatee och Malloch 1925.  Barce neglecta ingår i släktet Barce och familjen rovskinnbaggar. Inga underarter finns listade i Catalogue of Life.